# 木名瀬亘
木名瀬 亘（きなせ わたる 1926年（大正15年）12月1日 - 2010年（平成22年）2月23日）は、日本の物理学者。理学博士（東京大学）。早稲田大学名誉教授。

## 人物
専門は、理論固体物理学・物性物理学で、特に、強誘電体や高温超伝導体の理論などを研究。主として強誘電体チタン酸バリウムの強誘電性や分域構造の理論的解明など強誘電体物性の理論的解明に従事。積年の様々な強誘電体の研究から強誘電体の不整合相における超周期性を二次元電子系モデルにより世界に先駆けて解明。不整合相から進んで高温超伝導の起因等についても研究。
日本物理学会会員。
元日本物理学会編集委員長、元ジャーナル編集委員長。
2007年秋の叙勲で瑞宝中綬章を受章。

## 経歴
- 1944年 東京都立第一中学校卒業
- 1947年第一高等学校（東京都立日比谷高等学校）理科甲類卒業
- 1950年東京大学理工学部物理学科卒業
- 1950年日本放送協会技術研究所極超短波研究室勤務
- 1953年東京大学理学部旧制大学院入学。物理教室高橋秀俊研究室所属
- 1957年東京大学大学院終了
- 1957年早稲田大学理工学部一般教養物理専任講師
- 1960年早稲田大学理工学部助教授
- 1962年チタン酸バリウムの誘電率の理論で東京大学理学部より理学博士の学位授与
- 1967年早稲田大学理工学部教授に就任
- 1969年早稲田大学理工学部物理学科主任
- 1979年早稲田大学理工学部物理学科主任
- 1997年早稲田大学理工学部を定年退職
- 1997年 早稲田大学名誉教授
- 2010年2月23日急逝。葬儀は密葬で執り行われた。早稲田大学理工学術院物理学科・応用物理学科関係者による「木名瀬亘先生を偲ぶ会」は2010年4月25日11時からリーガロイヤルホテル東京で開催。

## 著書
- R.H.マーチ 著、木名瀬亘・大槻義彦 訳『詩人のための物理学』講談社、1971年12月。ISBN 9784061240025。
- 木名瀬亘、朴貴男『電磁気学演習』学献社、1981年8月。
- 『物理ブックガイド100』戸田盛和・木名瀬亘・江沢洋監修、培風館、1984年5月。ISBN 9784563020279。